# Duliophyle angustaria
Duliophyle angustaria är en fjärilsart som beskrevs av John Henry Leech 1897. Duliophyle angustaria ingår i släktet Duliophyle och familjen mätare. Inga underarter finns listade i Catalogue of Life.